# Equilibrium (film)
Equilibrium – amerykański thriller science-fiction z 2002 roku w reżyserii Kurta Wimmera, inspirowany fabułą takich powieści jak Rok 1984 czy 451 stopni Fahrenheita.

## Opis fabuły
Film przedstawia orwellowską wizję przyszłości. W XXI wieku wybucha III wojna światowa. Ludzkość dochodzi do wniosku, iż nie da rady przetrwać czwartej. Dlatego postanawiają pozbyć się zarzewi wszystkich konfliktów – emocji.
W mieście-państwie Libria ludzie raz na dobę przyjmują dawkę leku zwanego Prozium. Lek ten absolutnie tłumi negatywne emocje, a inne wygłusza. Ma to prowadzić do absolutnego ujednolicenia społeczeństwa. Państwem rządzi Ojciec – odpowiednik Wielkiego Brata, oraz jego zastępca – Konsul.
Obywateli nadzoruje specjalnie powołana instytucja – Tetragrammaton, podlegająca Ojcu i Konsulowi, której członków nazywa się Klerykami. Klerycy niszczą wszelkie przejawy wolnej woli, jak również wszystkie dzieła poprzedniej kultury – filmy, książki, obrazy itd. Buntownicy ukrywają się w Nether – ruinach dawnej metropolii, poza obrębem Librii.
Pewnego dnia pewien wzorowy i podziwiany kleryk, John Preston (Christian Bale), rozbija swoją ampułkę z Prozium – pod wpływem śmierci innego „czującego” kleryka (Sean Bean), decyduje się odstawić specyfik, przez co poznaje świat ludzkich uczuć. Zakochuje się w skazanej na śmierć za zbrodnię uczuć Mary (Emily Watson). Wykorzystując zlecone mu przez Konsula zadanie zaczyna działać w Ruchu Oporu, którego celem jest obalenie reżimu i zabicie Ojca, tak aby powrócił stary porządek.

## Obsada
- Christian Bale – kleryk John Preston
- Taye Diggs – kleryk Brandt
- Sean Bean – kleryk Errol Partridge
- Emily Watson – Mary O'Brian
- Sean Pertwee – Ojciec
- Angus Macfadyen – wicekonsul DuPont
- William Fichtner – Jurgen
- Emily Siewert – Lisa Preston
- Matthew Harbour – Robbie Preston
- Alexa Summer – Viviana Preston
- Maria Pia Calzone – żona Prestona
- Dominic Purcell – Seamus